# Persone di nome George/Scrittori
| Questa pagina contiene informazioni ricavate automaticamente dalle voci biografiche con l'ausilio del template Bio e di un bot. L'aggiornamento è periodico e automatico e ricostruisce completamente la pagina. Se manca una persona in questa lista, sei pregato di non aggiungerla, ma accertati piuttosto che la sua voce biografica contenga il template Bio e che i dati anagrafici siano correttamente compilati. Se il template Bio manca, inseriscilo tu stesso o, in alternativa, metti l'avviso {{tmp\|Bio}} che ne segnala la mancanza. Se i dati riportati sono sbagliati, correggi direttamente la voce biografica; le modifiche saranno visibili in questa lista entro pochi giorni. Per chiarimenti vedi il progetto biografie. La lista contiene solo le 51 persone che sono citate nell'enciclopedia e per le quali è stato implementato correttamente il template Bio. Pagina aggiornata al 18 mar 2024. |

Questa è una lista di persone presenti nell'enciclopedia che hanno il prenome George e sono scrittori.

## A(1)
- Anthony Armstrong, scrittore canadese (Esquimalt, n. 1897 - Midhurst, † 1976)

## B(3)
- George Saintsbury, scrittore, storico e critico letterario inglese (Southampton, n. 1845 - Bath, † 1943)
- George Borrow, scrittore inglese (Dereham, n. 1803 - Oulton Broad, † 1881)
- George Douglas Brown, romanziere e giornalista scozzese (Ayrshire Orientale, n. 1869 - Londra, † 1902)

## C(3)
- George Cavendish, scrittore britannico (Suffolk, n. 1497 - † 1562)
- George Harmon Coxe, scrittore statunitense (Olean, n. 1901 - Old Lyme, † 1984)
- George Coșbuc, scrittore romeno (Coșbuc, n. 1866 - Bucarest, † 1918)

## D(3)
- George Davis, scrittore inglese (Londra, n. 1906 - Berlino, † 1957)
- George Dawes Green, scrittore statunitense (Idaho, n. 1954)
- Norman Douglas, scrittore britannico (Thüringen, n. 1868 - Capri, † 1952)

## E(1)
- George Eliot, scrittrice britannica (Arbury, n. 1819 - Londra, † 1880)

## G(3)
- George Gilder, scrittore e filosofo statunitense (New York, n. 1939)
- George Gissing, scrittore inglese (Wakefield, n. 1857 - Ispoure, † 1903)
- George Grigore, scrittore, traduttore e filologo romeno (Grindu, n. 1958)

## H(2)
- George Alfred Henty, scrittore britannico (Cambridge, n. 1832 - Weymouth Harbour, † 1902)
- George V. Higgins, scrittore e giornalista statunitense (Brockton, n. 1939 - Milton, † 1999)

## I(1)
- George Cecil Ives, scrittore britannico (n. 1867 - † 1950)

## J(2)
- George Clayton Johnson, scrittore e sceneggiatore statunitense (Cheyenne, n. 1929 - Los Angeles, † 2015)
- George Jonas, scrittore ungherese (Budapest, n. 1935 - Toronto, † 2016)

## K(1)
- George Wilkins Kendall, scrittore e giornalista statunitense (Mont Vernon, n. 1809 - Boerne, † 1867)

## L(3)
- George Henry Lewes, scrittore e critico letterario britannico (Londra, n. 1817 - Londra, † 1878)
- George Lichtheim, scrittore tedesco (Germania, n. 1912 - † 1973)
- George Lillo, scrittore e drammaturgo inglese (Moorfields, n. 1691 - Rotherhithe, † 1739)

## M(8)
- George MacDonald Fraser, scrittore britannico (Carlisle, n. 1925 - Isola di Man, † 2008)
- George MacDonald, scrittore e poeta scozzese (Huntly, n. 1824 - Ashtead, † 1905)
- George Mackay Brown, scrittore e poeta scozzese (Stromness, n. 1921 - † 1996)
- George R. R. Martin, scrittore, sceneggiatore e produttore televisivo statunitense (Bayonne, n. 1948)
- George Meredith, scrittore inglese (Portsmouth, n. 1828 - Box Hill, † 1909)
- George Mikes, scrittore ungherese (Siklós, n. 1912 - Londra, † 1987)
- George Milburn, scrittore, giornalista e sceneggiatore statunitense (Coweta, n. 1906 - New York, † 1966)
- George Moore, scrittore, poeta e drammaturgo irlandese (n. 1852 - † 1933)

## O(1)
- Oliver Onions, scrittore britannico (Bradford, n. 1873 - Aberystwyth, † 1961)

## P(4)
- George Pattullo, scrittore e sceneggiatore canadese (Woodstock, n. 1879 - New York, † 1967)
- George Pelecanos, scrittore statunitense (Washington, n. 1957)
- George Pettie, scrittore inglese (Tetsworth, n. 1548 - Plymouth, † 1589)
- George Puttenham, scrittore inglese (Sherfield on Loddon, n. 1529 - Londra, † 1590)

## R(1)
- George William Russell, scrittore e pittore irlandese (Lurgan, n. 1867 - Bournemouth, † 1935)

## S(9)
- George Saiko, scrittore austriaco (Seestadtl, n. 1892 - Rekawinkel, † 1962)
- George Sand, scrittrice e drammaturga francese (Parigi, n. 1804 - Nohant-Vic, † 1876)
- George Saunders, scrittore e saggista statunitense (Amarillo, n. 1958)
- George Scarborough, scrittore e commediografo statunitense (Mount Carmel, n. 1875 - Mount Kisco, † 1951)
- George Bernard Shaw, scrittore, drammaturgo e linguista irlandese (Dublino, n. 1856 - Ayot St Lawrence, † 1950)
- George C. Shedd, scrittore statunitense (Ashland, n. 1877 - † 1937)
- George Edward Stanley, scrittore statunitense (Memphis, n. 1942 - † 2011)
- George Storrs, scrittore e insegnante statunitense (Lebanon, n. 1796 - Filadelfia, † 1879)
- George Slythe Street, scrittore e giornalista inglese (Wimbledon, n. 1867 - Londra, † 1936)

## T(3)
- George Tabori, scrittore ungherese (Budapest, n. 1914 - Berlino, † 2007)
- George Topîrceanu, scrittore e poeta rumeno (Bucarest, n. 1886 - Iași, † 1937)
- George Turner, scrittore e critico letterario australiano (Melbourne, n. 1916 - Ballarat, † 1997)

## W(2)
- George Washington Parke Custis, scrittore statunitense (Mount Airy, n. 1781 - Arlington, † 1857)
- George Weller, scrittore, drammaturgo e giornalista statunitense (Boston, n. 1907 - San Felice Circeo, † 2002)